# Henry (Nebraska)
Pour les articles homonymes, voir Henry.
Henry est un village du comté de Scotts Bluff, dans l'État du Nebraska, aux États-Unis. En 2020, il comptait une population de 125 habitants.